# Anne Piquereau
Anne Piquereau (Francia, 15 de junio de 1964) es una atleta francesa retirada especializada en la prueba de 60 m vallas, en la que consiguió ser medallista de bronce mundial en pista cubierta en 1985.

## Carrera deportiva
En los Juegos Mundiales en Pista Cubierta de 1985 ganó la medalla de bronce en los 60 m vallas, con un tiempo de 8.10 segundos, tras la húngara Xénia Siska (oro con 8.03 segundos) y su paisana francesa Laurence Elloy.